# 에린 모리아티
에린 모리아티(Erin Moriarty, 1994년 6월 24일 ~ )는 미국의 배우이다.

## 작품 목록
- 블러드 파더 - 리디아 역
- 크롤스페이스
- 몬스터 파티
- 이케아 옷장에서 시작된 특별난 여행 - 마리 역
- 킬러 노블레스 클럽 - 알렉시스 도슨 역
- 드리븐
- 미라클 시즌
- 더보이즈- 애니 재뉴어리(스타라이트)